# 佐藤勝昭
佐藤 勝昭（さとう かつあき、1946年4月4日 - ）は、日本の空手家で、佐藤塾の宗師である。選手権大会参戦時の体格は、身長180cm・体重90kg。柔道も参段を允許されている。

## 来歴

### 幼少から柔道時代
五人兄弟の末っ子として樺太で生まれる。1947年（昭和22年）に福島県勿来に移住し、中学2年生から柔道を始めた。福島県立磐城高等学校に進学するが、家庭の事情で東京に引っ越す事になり、高校1年生の2学期から錦城高校に転校し、柔道を続けた。高校での練習の他に講道館にも稽古へ通っていた。卒業後は共同通信社に入社し、勤務時間外は講道館や三鷹警察署で柔道を続け、大成高校でも1年間の条件付きでコーチを引き受けるなど仕事と柔道両方に勤しみ励んだ。
190センチメートル近くの外国人と乱取りをやっていた時に、左肩も脱臼してしまう。手術をした医師から「パワーが主流になっていく柔道界で、膝と肩を痛めている状態で、柔道を続けていく事は難しい」と宣告された。海外で柔道を普及させようというオファーもあった矢先の事で絶望感は大きく、柔道を止めることとなる。

### 極真カラテ入門
周囲の励ましもあり治療に専念し、怪我の方は順調に回復していったが、柔道を失った勝昭は悶々とした日々を過ごしていた。次兄の龍夫（サトウ防災設備株式会社代表）は極真会館で空手道を修行しており、1967年（昭和42年）10月10日に初段（黒帯）を允許されていた。佐藤はそれまで龍夫から空手の話を聞いていたが、柔道に熱中しており全く興味を示さなかった。しかし柔道ができなくなったので空手が自分の体でできるのか龍夫に相談した。龍夫は「柔道ほど肩や膝に負担がかからないから、できるかもしれない」と言い、見学してきた感想を「空手は大した事ない」と龍夫に話した。龍夫は「極真会館に入門しなさい」と勧め直した。
入門した初日は山崎照朝と西田幸夫が指導をした。両者には触れると切れそうな、凛呼とした雰囲気がうかがわれると感じていた。稽古が始まり、まごつきながらも一所懸命に突きや蹴りを出した。もとより空手はわからないのだが、山崎・西田の両者の教え方の上手さに感心した。かつて大成高校で柔道のコーチをしていた経験から教える難しさをわかっていたからである。しかし彼らは教え方のツボを知っており、相手の悪い所を指摘し、少し手直しすると、その後の動作は素人目にも見違えるように良くなっている。教え方にも迫力がある。
この時の両者の態度、指導内容がとても良かった事や、翌日の稽古前には大山倍達からも呼ばれて直接激励された事から奮起し、極真カラテを続けていく。佐藤は当時では大柄な部類に入り、しかも羽二重のように柔らかい身体を持っていた事から、逸材として周囲から期待されていた。山崎照朝・西田幸夫の姿が見えないと「ああ、今日は山崎先輩や西田先輩はいないのか」とひどく寂しく感じた。稽古の途中でひょっこり顔を出すような事があると、とたんにうれしく、突きや蹴りにいっそう熱が入った。あくまでも稽古は自分のためにであって、教える人次第で熱心さに差がでるのはおかしい事なのだが、そんな思いをさせるほと山崎と西田には人間的魅力があった。山崎・西田両者に大いに鍛えられもしたが、厳しさの中に愛情があり、暖かいものを感じていた。爾後、まずます山崎・西田を尊敬するようになり、普段の歩き方や話し方など、無意識に両者の真似をしている自分を発見する事もしばしばであった。
入門して3か月後、山崎照朝に勧められ昇段昇級審査を受けた勝昭は緑帯（四級）へ進級を許されたが、同日付で俳優の松田優作も昇級しているのが極真会館機関誌に記録されている。半年後には茶帯への昇級を認められた。この頃の極真会館は「黒帯を允許される者は百人入門したうちから一人いるかどうか」と云われる修行の厳しさだった。佐藤のようにいきなり昇級する例は稀で、過去に橙・青・黄・緑の各帯を飛び越えて、白帯から茶帯へ四階級特進した者は山崎と西田幸夫のみだった。佐藤は稽古熱心な上に、山崎が一般稽古後にも勝昭に居残るよう言い置き、地下道場のサンドバッグで突き、蹴りを手取り足取り指導した事も大きかった。同時期に岸信行も白帯から茶帯に飛び級したが、岸は他流を経験していた。
組手時に龍夫の教えでもあった「参りましたは言うな」を実践していたが、先輩の中には組手時に稽古ではなく単なる弱い者いじめをしている者もいた。勝昭はこのような先輩には柔道で養った闘争心でむしろ下がる事なく、接近戦になると投げ飛ばしたりしていた。実力で勝昭を抑えられない先輩は「あいつは生意気だ」と、木刀や竹刀で殴りかかってくる者もいた。居合わせた他の先輩が止めに入り、大した事にはならなかったが、その後もたびたびこのようなことが起き、勝昭は道場へ通うのが嫌になっていた。また、仕事で編集庶務整理部に配属されていた勝昭は、正式な記者になりたいと思い、社内の記者試験を受けようと勉強を始めていたが、もっと幅広い知識を身につけるため、大学に行こうと考え、1969年（昭和44年）に中央大学経済学部第二部に入学した。これらの理由で徐々に勝昭は道場へ通う頻度が減っていく。だが、空手は好きだったので自主稽古を続け、同年に初開催された第1回オープントーナメント全日本空手道選手権大会にも進行係として、山崎照朝のキックボクシングの試合にセコンドとして協力をしていた。
それから暫くして、取材で後楽園ホールに行った折、偶然大石代悟と再会する。大石から「いま、道場に大山泰彦先輩がきている」と言われた。勝昭は他の先輩から泰彦の凄さを聞いていたので、尊敬していた。その先輩が道場へ復帰していると聞き、翌日、1年ぶりに本部道場へ行った。自主稽古を続けていたので、ブランクを取り戻すのも短期間で済み、勝昭は1970年（昭和45年）の第2回全日本選手権参戦に向けて、道場稽古を再開した。

### 選手権大会へ参戦
第2回オープントーナメント全日本空手道選手権大会に初出場を果たした勝昭は、1回戦に韓武舘の選手と対戦し、延長の末、3対0の判定勝ちを収め、初戦を突破した。2回戦に長谷川一幸と対戦。長谷川の左上段回し蹴りで一本負けを喫する。
1971年（昭和46年）10月1日に初段を允許され、同月24日の第3回全日本選手権に参戦した。1回戦を滞りなく勝ち、2回戦で富樫宜資と対戦。跳び膝蹴りを富樫の前額部にヒットさせ、大差の判定で下した。3回戦の二宮城光、4回戦の山崎照道にそれぞれ判定勝ちして、決勝リーグ戦戦に進出した。残り2つのブロックからは大山泰彦と大石代悟が勝ちあがってきた。勝昭は泰彦を左前蹴り、大石を左中段回し蹴りでそれぞれ一本勝ちをして、初優勝を遂げた。
1972年（昭和47年）2月にスペインのカルロス皇太子とソフィア夫人が来日した。皇太子（現・国王）は空手を習っていた事から、当時、極真会館副会長の毛利松平（衆議院議員）の仲立ちで演武会が催された。同月21日に大山倍達以下、泰彦・山崎照朝・添野義二・鈴木浩平・三浦美幸・勝昭・磯部清次・大石・ハワード・コリンズなど黒帯・茶帯約20名からなるメンバーが、赤坂の迎賓館に訪問。基本稽古から各種試割りのあと、第1回全日本チャンピオンの山崎と第3回全日本チャンピオンの勝昭の模範試合が行われるなど、国賓であるスペイン皇太子夫妻の前で数々の空手の技を披露した。同年の第4回全日本選手権で勝昭は、3回戦で佐藤俊和と対戦し、再延長で3対1の判定負けをした。
1973年（昭和48年）3月18日に勝昭は参段を允許される。暫くして第4回全日本選手権に優勝し、百人組手を達成した三浦がシカゴに支部を開設するため渡米する前後に、中村忠と大山茂から、勝昭は本部道場の指導員就任を勧められた。当時の本部道場は、泰彦が前年にアラバマに渡り、指導層が薄くなっていた。中村、茂両者の再三の説得に勝昭も決心し、会社を退職。台湾の指導から戻ってきた岸信行共々、9月に正指導員となった。第5回全日本選手権は決勝リーグ戦がなくなり、完全なトーナメントとなった。勝昭は準決勝まで順調に勝ち上がった。そこで盧山初雄と対戦。本戦で跳び膝蹴りをヒットさせたが、延長戦に持ち込まれ、判定負けしてしまった。
1974年（昭和49年）5月1日に四段を允許。大山倍達が「来年の第1回オープントーナメント全世界空手道選手権大会では、日本選手が必ず優勝する」と宣言して、6,7名の弟子にアメリカで強化合宿をさせた。勝昭はそのメンバーに選ばれ、ニューヨークでは中村と茂のもとで、バーミングハムでは泰彦に、合計2か月間それぞれ指導を受け、稽古をした。帰国後、第6回全日本大会では4回戦では三瓶啓二を下し、準決勝では西田幸夫と対戦する事になる。勝昭にとって西田は入門時によく指導してもらい、尊敬している先輩でもあったが、勝昭は世話になった先輩に「出藍の誉れ」をあげ、恩返しをしたいという気持ちで試合に臨み、判定勝ちした。決勝戦では東孝を延長4対0で下し、2度目の全日本選手権優勝を遂げた。
1975年（昭和50年）に再び渡米し、3か月間の強化合宿に参加した。帰国して半年後の第1回世界選手権へ参戦。1回戦はインドネシアのソエシロを左前蹴り、左上段回し蹴りで攻め立て、判定勝ち。2回戦はベルギーのヘルツーディは逃げ回り、何度も場外に出てしまう。勝昭は逃げ回るヘルツーディを二段蹴りで一本勝ちした。3回戦はウルグアイのカリディアを右後ろ蹴りと跳び膝蹴りで、合わせ一本勝ち。4回戦はキュラソーのバリエントスは顔面、金的攻撃が多く、勝昭は接近してきたバリエントスを一本背負いをかけ、マットに叩きつけた後、膝でバリエントスの肩口を押し、左手で顎を押さえ、正拳を顔面に寸止めした。この瞬間は映画『地上最強のカラテ』のポスターにもなっている。その後もバリエントスは反則攻撃を続けたので、試合は中断し、バリエントスの反則負けとなった。準々決勝は佐藤俊和と対戦したが、勝昭の肘打ちが俊和の左こめかみに入り、試合が中断。1試合おいて再試合となったが、俊和は棄権した。準決勝は二宮城光と本戦で技ありを取り合い、5回の延長戦を行うほど縺れ込んだが、5対0で勝昭が判定勝ちし、決勝戦まで勝ち上がった。対戦相手は盧山で、この試合も再々延長までもつれ込み、3対2の判定で優勝。初代世界チャンピオンとなり、この試合を最後に選手権大会から引退をした。

### 引退から現在
兄の仕事を手伝っていたが、指導を請われて1977年（昭和52年）に自らの道場である佐藤塾を設立し、空手道の指導を始める。第2回オープントーナメント全世界空手道選手権大会には勝昭の弟子である原田裕次が出場するなど極真会館との交流もあった（大山倍達は勝昭について「佐藤君については破門にした覚えはない。」と語っており、勝昭から「道場を開きたい」という話があった時に「それはいい。本部直轄の道場にしたい。」と言っていたがそのままになったという）。
その後、自ら寸止め空手の技とフルコンタクト空手のパワーを併せ持ったポイントアンドノックアウトルールを1985年に創り、ポイントアンドノックアウト全日本選手権大会を佐藤塾主催として立ち上げた。第一回は、長谷川一之が優勝。30年の歴史には、空手界の素晴らしい選手が出場している。その後、正道会館の角田などが出場するなど、佐藤塾では、川北雅一、大西健太郎、勇三道場の代表松本勇三、日本国際空手協会代表および勇志会師範松井宣治などテクニックの素晴らしい選手を輩出し、技が必要とされる大会といわれるようになった。
その後2004年に特定非営利活動法人空手道POINT＆K.O.ルール協会を佐藤は立ち上げ、流派を問わず、フルコン、寸止めを問わず、ルールによって公平に裁かれ、真のチャンピオンを生み出す事と、このポイントアンドノックアウト空手道選手権大会は、佐藤塾から真の公開試合POINT&K.O.空手道選手権大会として11年、ルールができて30周年を迎える歴史ある大会となった。審判はライセンス制をとり、非社会的活動をするもの以外は出場することに憚ることはない公平な大会だといわれている。また、第一回から文部科学大臣の賞が下付されている。

## 組手スタイル
殴打技による顔面攻撃が禁止されている選手権大会のルールのため、ボクシングでいうジャブ、ストレートとワン・ツーを、胸元や鎖骨に打ち下ろすように突いていた。突きから間合いに応じて膝蹴り、左前蹴り、左回し蹴りなどを繰り出していた。さらに二段蹴り、跳び膝蹴り、跳び回し蹴り、跳び後ろ回し蹴りなどの大技も出していた。その一方で右の蹴りは、完治したとはいえ、過去に右膝を痛めていた事から、後ろ蹴りのみであった。また、ウエイトトレーニングを本格的に取り入れ、組手に生かしていた。
盧山初雄は「佐藤勝昭のカラテは、大山道場とはまた違ったカラテだと思うんです。彼の場合は、極真のオープントーナメントが世に広まってから極真を学んだ人間だから、あくまでも選手権大会を目的としてカラテを修行しましたよね。それ以前というのは、大会がなかったから自分がカラテの達人・名人になる事を目標にして稽古をしていましたから、当然、稽古の内容は違うわけです。ルールを意識した稽古のカラテとルールを考えずに稽古したカラテは質的にも内容的にも違いますね」と評している。

## 指導

### 方針
稽古指導は、極真会館入門当初に教わった山崎照朝と西田幸夫の指導方法、内容に大きく影響を受けたと語っている。
「私の通っていた頃の本部道場は専任の指導員はなく、その日道場にきた一番上の帯の者が教えていた。城西大学の黒帯連中も本部道場に出稽古に来たとき、山崎照朝先輩みたいな強い先輩がいる時はあんまり乱暴しないが、いない時にはもう容赦なしに下位の者を徹底的に痛めつけていた。山崎・西田両先輩が毎日稽古に出てくるわけではない。また、出てきても1日に二度も稽古に出るとは限らない。大山倍達館長も多忙で常時、道場に目を光らせていたわけではない。師やよき先輩の目の届かない所でそれを悪用し、単なる弱い者いじめをしている先輩がいた。組手の際、下位の者の突きや蹴りがうまくきまったり、間違って先輩の顔面に入りでもしたら、上の者は『この野郎』とばかり、顔面パンチや金的蹴りなど、何をしてでも相手を倒しにかかり、2倍、3倍にして返されるのである。そして、倒れた相手に対してもなお、突きを入れたり踏みつけたりする。それでいて下位の者がこうした技で反撃に出ることは許されない仕組みで、へたに反撃するとひどい目に逢わされるのであった。
これでは組手時に、下級の者は思い切って出て行く事はできず、いきおい『参りました、参りました』の連発で逃げ回る事となり、互いに稽古にならない。山崎・西田両先輩は相手に遠慮なしに向かってこさせ、良い技がきまった場合、『よし、今の突きは効いた。そのタイミングを忘れるな』といって、相手の長所をさらに伸ばそうと務めていた。私はこのような良き先輩から、指導とは人格と人格とがぶつかる真剣勝負だという事を教えられた。後年、私が指導員になった時、独立して佐藤塾で指導するようになった時、後輩や弟子の突きや蹴りがたとえ顔面に入っても、決して報復の拳に出るような事はせず、痛さをこらえて、相手を褒めてやるように心がけた。『朱に交われば赤くなる』という諺があるが、空手修行のとばくちで山崎、西田両先輩のような人格的に優れた先輩から、初心の段階で指導を受けたことは、私にとって真実幸福な事であり、恵まれた事だったと思う」

### “参りました”という言葉
極真カラテの先輩でもある兄から「参りました、は絶対に言うな」ときつく言われていたので、勝昭はガムシャラに突っ込んでいく攻撃一本槍の組手に終始していた。参っていないのに「参りました」を口にするのは自分を放棄しているのも同然であり、相手に対しても無礼をしている事になる。だから、勝昭は「参りました」という言葉に嫌悪感を抱いていた。しかし、こんな勝昭でも「参りました」と一礼して頭を下げる事もあった。山崎や西田と組手した時である。顔面の突きや蹴りを、寸前で止めてくれる。勝昭には「もし、この突きや蹴りをまともに食ったら、自分は一発でのびてしまうだろう。それを両先輩はあえてしなかったのだ。未熟な自分を教えるのに、こういう方法を取るのが最善だと思い、寸前で止めてくれたのだ」という事が、山崎や西田の常日頃の態度から勝昭には推察がついていた。
勝昭は「こういう時に、素直に心の底から『参りました』という言葉が出てくるし、また自ずと頭も下がるのである。山崎・西田両先輩みたいな本当に強い先輩が強さだけでなく、自分の全人格を持って教えてくれる事に感動した。また、アメリカ遠征でチャールズ・マーチンと組手をした時にも、接近して縺れ合った時にチャールズが不意に後ろ回し蹴りを出してきたが、私の顔面の寸前で止めた。この時も自然に『参った』と一礼した。この『参りました』という言葉は、技の素晴らしさもさる事ながら、実は相手の人格に対して出るものなのである」と述べている。

## 人物
温厚な性格から先輩、後輩の分け隔てなく親しまれていた。
- 大山泰彦

「佐藤勝昭は『情』の男である。体と同じく人への優しさも大きい。私の百人組手の時に20人過ぎた頃かな、この頃が一番キツかったけど、勝昭がね、わざと前蹴りを外して蹴ってきたんだよ。勝昭はやさしい男だから。大山総裁は『君（勝昭）！、君の黒帯は取り上げるよ』と物凄く怒ってたけど…」
- 東孝

「入門して3か月後の夏合宿に参加した。その時の打ち上げに無礼講で何人かの先輩に接した態度が、生意気だと睨まれた。危うくリンチになりかけたが、勝昭先輩が間に入って取り成しをしてくれたおかげで、その場は収まった。その後も何かと勝昭先輩にはお世話になっている」
- 浜井識安

浜井が白帯だった頃、勝昭と組手して、浜井の左上段回し蹴りが勝昭の顎を捉え、片膝を床に落とした。帯の下位の者にこのような目にあうと当時は、直後の組手から帯の上位の者が追廻し、完膚なき叩きのめすのが通例であった。ところが勝昭は立ち上がって構え直し「浜井、いまの蹴り、良かったよ。さあ、もう一丁いってみよう」と促し、猪突猛進する浜井を勝昭は冷静に捌き、感情的にならず、常と変わらぬ態度で組手を終えた。浜井はその勝昭の態度に対して、後年真樹日佐夫に「勝昭先輩は人物が大きいです。何から何までまるで敵わないって感じがします…」と述懐した。

## エピソード
大山倍達は「勝昭には道場の使用料を払う際、受付で『払ってください。』と言ったら、『まあ、いいじゃないですか。儲かっているんでしょう』と答え、そういうユニークなところがあった」と冗談話を語っている。また、第1回オープントーナメント全世界空手道選手権大会前に、大山は知り合いのオランダ人の17歳の娘を預かった。彼女は道場生に人気があり、下宿先が本部道場の近くだった事もあり、何人かの道場生が彼女の下宿を訪れ、そのうち酒を飲みドンチャン騒ぎをするようになった。勝昭もその中の一人だったので、大山は「二度も全日本チャンピオンになった男が、女性の部屋で酒盛りをして騒ぐとは何事だ」と怒鳴りつけ、禁足にした。その後、郷田勇三が大山を「世界選手権の前だから」と取り成し、勝昭の禁足を解いた。
岸信行は、アメリカ遠征時の日米勢の組手では、周囲で言葉が通じないから言いたい放題で「佐藤勝昭さんとウィリー・ウィリアムスの組手時に、『キルヒム』と怒鳴っているアメリカの門下生がいた。勝昭さんがウィリーを投げて、腕挫十字固を入れたものだから、俺が『佐藤さん！ 腕を折ってしまえ！ 』と怒鳴った。アメリカ人には分からないけど、大山茂師範は分かるから『岸！何言ってるんだ！この馬鹿！』と怒られたよ」と回顧している。

## 著書・参考文献
- 『王道の空手』　講談社、1987年

## 出演
映画
- けんか空手 極真拳 （1975年、東映）
- 地上最強のカラテシリーズ - 本人